# 薩南学派
薩南学派（さつなんがくは）とは、桂庵玄樹を始祖として室町時代後期から江戸時代前期にかけて薩摩国を中心に栄えた儒学の一派。

## 概要
文明10年（1478年）、応仁の乱の混乱を避けて京都から九州に下っていた桂庵玄樹が島津忠昌の招聘を受けて鹿児島に入り、島津氏の一族や家臣に朱子学を講学したのが由来である。桂庵玄樹は明に留学して朱子の新注を研究し、帰国後岐陽方秀による訓点（京点）を改良して新たな訓点（桂庵点）を考案するなど、明経道の家学による旧注とは異なる四書五経の解釈を行った。桂庵玄樹の学統は月渚永乗-一翁玄心-文之玄昌-泊如竹-愛甲喜春と伝えられた。特に文之玄昌（南浦文之）は、島津義久に仕えて多くの著作を現したほか、桂庵点を改良して文之点を考案した。義久の重臣であった伊地知重貞や伊勢貞昌らは文之に学び、薩南学派は琉球王国や大隅国・日向国でも行われるようになった。更に如竹は桂庵玄樹や文之玄昌の校注が入った朱熹の『四書集註』や『周易伝義』を江戸でも刊行し、当時江戸で行われた藤原惺窩-林羅山の流れに異を示した（如竹は惺窩の注を文之の注を襲用したものだとする疑いを抱いていた）。だが、その後は江戸幕府の保護を受けた林家に押され、18世紀に入ると江戸に出て荻生徂徠や室鳩巣の門下となった薩摩藩の人たちが薩摩で彼らの学説を広めるようになると、薩南学派は衰退していくことになる。